# Zoltán Vásárhelyi
Zoltán Vásárhelyi (Kecskemét, 12 mars 1900-Budapest, 27 janvier 1977) était un directeur musical hongrois.
Il étudia son éducation sécondaire à Kecskemét et puis à l'Université de musique Franz-Liszt avec Leó Weiner ou Zoltán Kodály.

## Prix
- Prix Kossuth, 1949